# Futura 3000
Futura 3000 är en science fiction-bokserie skriven av Olof Möller. Bokserien kom ut i endast tre delar innan den upphörde. Samtliga delar släpptes under 1980 av Bokförlaget Regal. Serien utspelar sig i slutet av 2000-talet, år 2980-2982. På jorden finns några gigantstäder där allt styrs mekaniskt, och människan har blivit slav under sina datorer.

## Böcker i serien
1. Datorama (1980)
2. Gigantstaden (1980)
3. Istiden kommer (1980)